# Юніорська збірна Швеції з хокею із шайбою
Юніорська збірна Швеції з хокею із шайбою (швед. Sveriges U18-herrlandslag i ishockey) — національна юніорська команда Швеції, що представляє країну на міжнародних змаганнях з хокею із шайбою. Опікується командою Шведський хокейний союз, команда постійно бере участь у чемпіонаті світу з хокею із шайбою серед юніорських команд.

## Досягнення
- Чемпіон Європи (10 разів) — 1972, 1974, 1977, 1982, 1985, 1987, 1990, 1993, 1994, 1998.
- Меморіал Івана Глінки — 2007

## Результати

### Чемпіонат Європи до 18/19 років
- 1967  —  3 місце
- 1968  —  3 місце
- 1969  —  2 місце
- 1970  —  3 місце
- 1971  —  2 місце
- 1972  —  1 місце
- 1973  —  2 місце
- 1974  —  1 місце
- 1975  —  3 місце
- 1976  —  2 місце
- 1977  —  1 місце
- 1978  —  3 місце
- 1979  — 4 місце
- 1980  —  3 місце
- 1981  —  3 місце
- 1982  —  1 місце
- 1983  — 4 місце
- 1984  —  3 місце
- 1985  —  1 місце
- 1986  —  2 місце
- 1987  —  1 місце
- 1988  — 4 місце
- 1989  — 4 місце
- 1990  —  1 місце
- 1991  — 4 місце
- 1992  —  2 місце
- 1993  —  1 місце
- 1994  —  1 місце
- 1995  —  3 місце
- 1996  —  3 місце
- 1997  —  2 місце
- 1998  —  1 місце

### Чемпіонати світу з хокею із шайбою серед юніорських команд
- 1999 —  2 місце
- 2000 —  3 місце
- 2001 — 7 місце
- 2002 — 9 місце
- 2003 — 5 місце
- 2004 — 5 місце
- 2005 —  3 місце
- 2006 — 6 місце
- 2007 —  3 місце
- 2008 — 4 місце
- 2009 — 5 місце
- 2010 —  2 місце
- 2011 —  2 місце
- 2012 —  2 місце
- 2013 — 5 місце
- 2014 — 4 місце
- 2015 — 8 місце
- 2016 —  2 місце
- 2017 — 4 місце
- 2018 —  3 місце
- 2019 —  1 місце
- 2021 —  3 місце
- 2022 —  1 місце
- 2023 —  2 місце
- 2024 —  3 місце
- 2025 —  2 місце